# Trenčianske Teplice
Trenčianske Teplice (německy Trentschin-Teplitz, maďarsky Trencsénteplic) jsou lázeňské město na severozápadním Slovensku, v Trenčínském kraji.

## Historie
Podle staré pověsti léčivé prameny objevil chromý pastýř při hledání zatoulané ovečky. Narazil na malé jezírko s horkou vodou, ze kterého se šířil sirný zápach a již po několika koupelích v něm se uzdravil.
Místní teplé prameny musely znát začátkem našeho letopočtu jistě i germánské kmeny Markomanů a Kvádů, které zde žily. Snad o nich věděly i římské legie (nápis na Trenčínské hradní skále z roku 179). První písemná zmínka o pramenech však pochází až z roku 1247. Od 13. do 19. století patřilo území Trenčianských Teplic s termálními prameny majiteli Trenčínského hradu.
Největší zásluhu na rozvoji lázní měl rod Illesházyů, kterému patřily 241 roků (1594–1835). Tehdy byly lázně jedněmi z nejvýznamnějších v Rakousko-Uhersku. Roku 1835 koupil lázně vídeňský finančník Georg Sina, přebudoval je a zmodernizoval. Jeho syn Šimon dal postavit hotel a rozšířil lázeňský park, dcera Ifigenie nechala roku 1888 zřídlu Sina nejvzácnější, dodnes zachovanou historickou památku – tureckou lázeň Hamman v orientálním maurském stylu. Na konci 19. století začíná v městečku komplexní lázeňská péče. Roku 1909 byly lázně prodány maďarské akciové společnosti, ale již vzápětí po první světové válce se majitelem stala Československá akciová společnost. Ta posléze angažovala přední české architekty, zakladatele modernismu Jaromíra Krejcara a Bohuslava Fuchse. Dle Krejcarova návrhu bylo postaveno jeho nejlepší dílo – sanatorium Machnáč. Fuchs zanechal ještě výraznější stopy: koupaliště Zelená žába a vypracoval několik urbanistických návrhů celého údolí a podílel se na přestavbě centrálních budov.
V letech 1911 až 1923 v Trenčianských Teplicích pracoval jako lékař Antonín Čapek, otec Karla a Josefa Čapkových. Karel Čapek jej zde často navštěvoval a také zde tvořil. Při těchto příležitostech napsal řadu svých významných děl: Továrna na absolutno, R.U.R., Loupežník a několik prvních kapitol románu Krakatit.

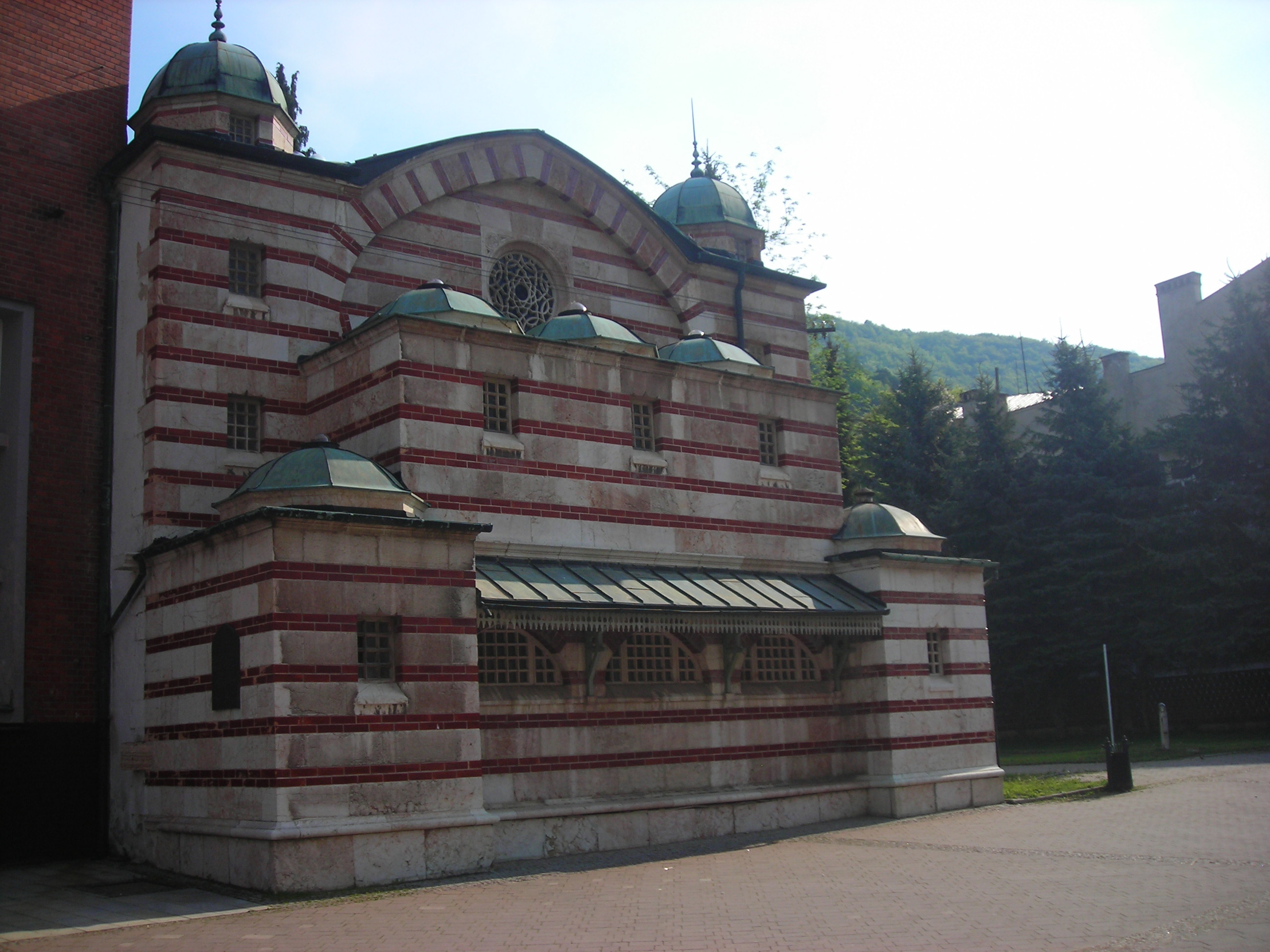
Turecké lázně Sina (Hammam)

## Přírodní poměry
Město se nachází na řece Teplička, v pohoří Strážovské vrchy, dvanáct kilometrů od Trenčína a patnáct kilometrů od českých hranic. V katastrálním území města leží přírodní památka Jelenská jeskyně.

## Partnerská města
- Bad Deutsch-Altenburg, Rakousko
- Spitz an der Donau, Rakousko
- Vsetín, Česko
- Uherský Ostroh, Česko
- Wilamowice, Polsko
- Nałęczów, Polsko
- Żarki, Polsko
- Aschersleben, Německo